# Ийгъл Пойнт (град, Орегон)
Ийгъл Пойнт (на английски: Eagle Point) е град в окръг Джаксън, щата Орегон, САЩ. Ийгъл Пойнт е с население от 8565 жители (2007) и обща площ от 6,7 km². Намира се на 399,3 m надморска височина. ЗИП кодът му е 97524, а телефонният му код е 541.